# 圣沃尔夫冈朝圣教堂

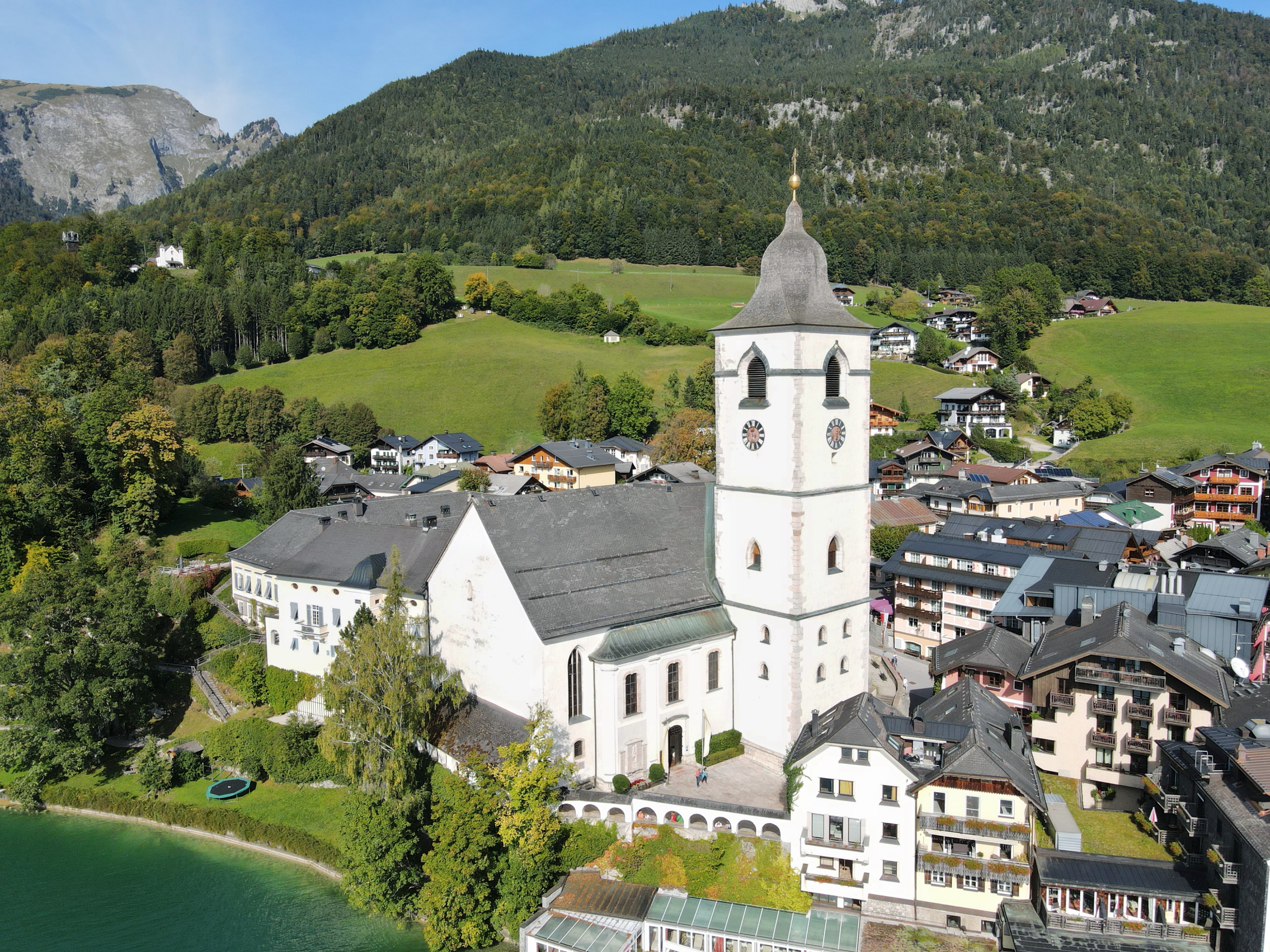
圣沃尔夫冈朝圣教堂

圣沃尔夫冈朝圣教堂（Pfarr- und Wallfahrtskirche St. Wolfgang）是一座罗马天主教堂区教堂和朝圣教堂、文化遗产，位于奥地利上奥地利州格蒙登县萨尔茨卡默古特地区圣沃尔夫冈。这座巨大的标志性建筑直接矗立在沃尔夫冈湖东北岸的一块岩石上。 圣沃尔夫冈堂区属于天主教林茨教区巴特伊施尔总铎区。